# 거룩한말씀의수녀회성당
거룩한말씀의수녀회성당(거룩한말씀의修女會聖堂)은 대전광역시 중구 목동에 있는 일제강점기의 로마 가톨릭 성당이다. 2001년 6월 27일 대전광역시의 문화재자료 제45호로 지정되었다.

## 개요
1919년 천주교 대전 본당이 만들어진 후 1921년에 지은 대전 최초의 성당이다.
전체 외형은 단순하게 처리된 중세 고딕양식을 적용하였고, 정면 중앙부의 종탑과 3랑으로 구성된 장방형 평면 등은 성당건축의 전형을 보여준다.
내부구조는 기둥들에 의한 수직적 분리와 목재 리브의 수평적 연속성이 조화를 이루어 가톨릭 성당의 특징을 잘 보여주며, 제단부에는 세 개의 아치를 두어 다른 공간과 구별되는 위계성과 신성성을 부여하였다.
현관 창의 스테인드글라스는 프랑스에서, 내부 벽면의 ‘십자가의 길’ 부조와 첨탑의 십자가는 독일에서 각각 수입한 것으로, 모두 원형이 잘 보존되어 있다.
대전지역 최초의 성당이며 한국 전쟁 당시 기독교 선교사와 양민 수백 명이 학살된 아픈 기억을 간직하고 있다는 점에서 역사적 의미가 큰 건물이다.